# نگاه نو
نگاه نو نام فصلنامه‌ای اجتماعی، فرهنگی، هنری و ادبی است. این مجله یکی از قدیمی‌ترین مجلات مستقل در ایران است که همچنان منتشر می‌شود. اولین شماره نگاه نو در مهرماه ۱۳۷۰ و ۱۴۲اُمین شماره آن در تابستان ۱۴۰۳ به چاپ رسید. صاحب امتیاز، مدیر مسئول و سردبیر این نشریه علی میرزایی است. هریک از شماره‌های این فصلنامه مجموعه‌ای از مطالب متنوع و خواندنی در زمینه‌های مختلف است. همکاری نویسندگان و مترجمانی همچون عزت‌الله فولادوند، محمدعلی موحد، نادر انتخابی، فخرالدین عظیمی، پرویز دوایی، آبتین گلکار، محمد دهقانی، رضا رضایی، الوند بهاری، بهمن زبردست، کامیار عابدی و… با این نشریه باعث شده تا در طول این سال‌ها، کیفیت مطالب نشریه دچار فراز و نشیب نشود. این نشریه در گذشته ضمیمه‌ای به نام «انتقاد کتاب» داشت که مختص معرفی و نقد و بررسی کتاب بود.